# Sales FR

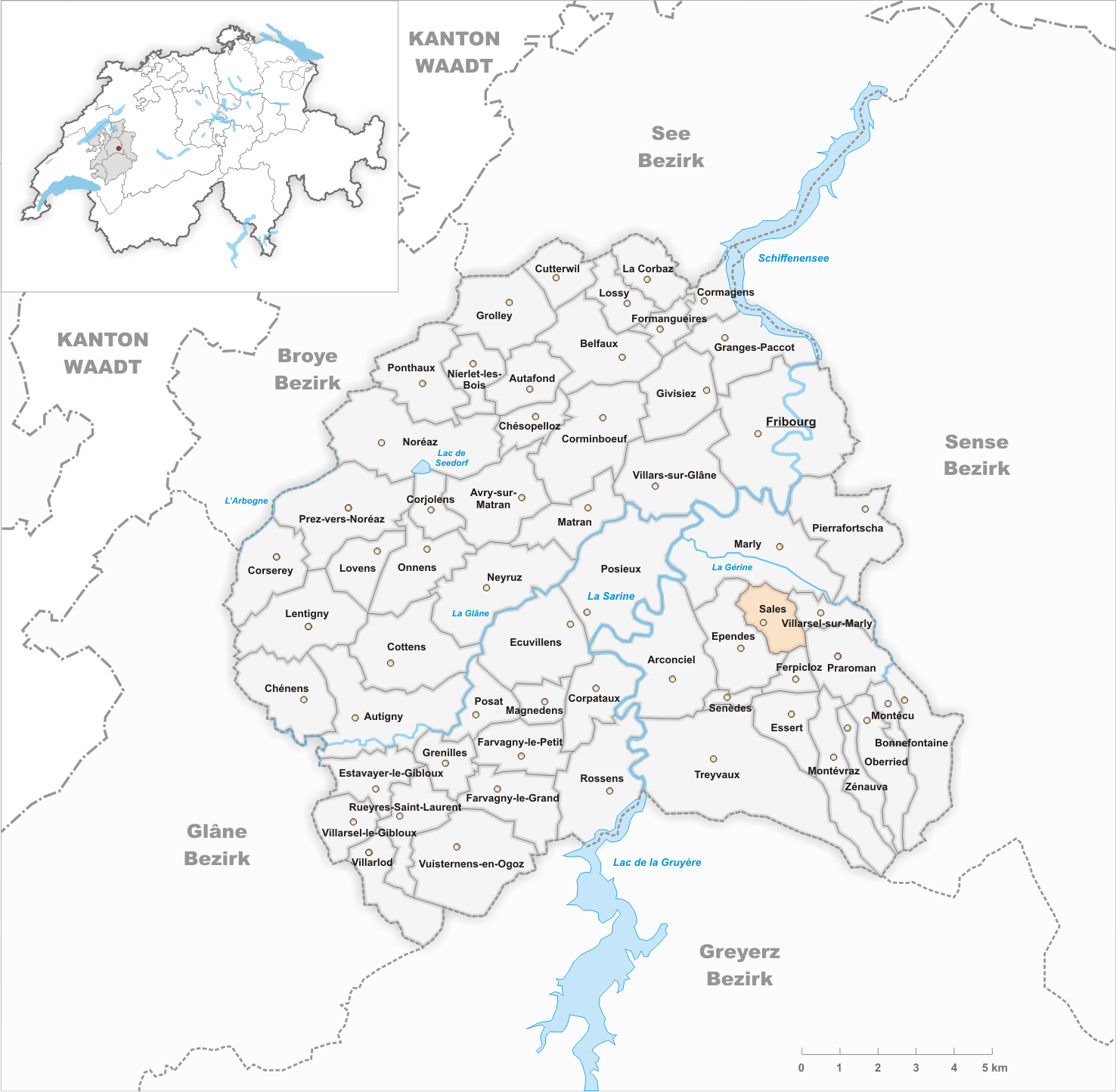
Gemeindestand vor der Fusion am 1. Januar 1977

Sales ist eine ehemalige Gemeinde des Bezirks Saane des Kantons Freiburg in der Schweiz. Am 1. Januar 1977 wurde Sales zur Gemeinde Ependes fusioniert, seit dem 1. Januar 2021 gehört das Dorf zur Gemeinde Bois-d’Amont.

## Bevölkerung
Die Bevölkerung entwickelte sich wie folgt:
Einwohnerzahlen: Volkszählungsdaten

## Verkehr
Das Dorf liegt abseits der Hauptverkehrsachsen und wird über die Ortsverbindungsstrasse von Marly nach Ependes erschlossen. Durch den öffentlichen Verkehr ist Sales durch eine Buslinie der Transports publics Fribourgeois erschlossen, die von Freiburg nach Treyvaux verkehrt.